# FIRST科技挑战赛
FIRST 科技挑战赛(FIRST Tech Challenge)是为7-12年级的学生设计，用指定零件制作机器人并进行正面对抗的一项比赛。
FTC团队要负责机器人的设计、搭建、编程并在随机决定的联盟中与对手比赛。机器人零件可以在数年比赛中重复使用，且不区分比赛区域。FTC团队（包括教练、导师、志愿者）只能在不动手参与的原则下出谋划策。奖项不仅包含比赛，也涵盖了社区交流、设计和其他现实世界里的成就。
FIRST科技挑战赛的最终目标是让更多的青少年能够低成本参与比赛，去发现科学、技术、工程、数学的乐趣并获得成就。

## 历史
FIRST科技挑战赛是由FIRST机器人竞赛和IFI机械平台发展而来的，FIRST，芮尚和Innovation First合作开发一个升级版的了IFI机械套件。这个叫做VEX机器人设计系统的套件得到了显著的提升。在2008-2009赛季中Pitsco开发了TETRIX，使用乐高Mindstorms NXT的平台和新的结构框架以及硬件。TETRIX使用的铝合金构件允许添加乐高部件和传感器，包括4个直流电机和更大的轮子。除了硬件上的改变，这套系统现在能使用RobotC和LabVIEW来编写程序。
在2005年六月，FIRST将FIRST VEX Challenge作为一个有潜力的项目进行试点。这次试点有超过130支队伍在6个区域参加三进一的锦标赛（FIRST Frenzy: Raising the Bar）。 
50支FVC锦标赛队伍在2006年4月晋级FIRST冠军赛。在2006年4月29日FIRST董事会投票决定了2006-2007赛季的FVC比赛。
在经历了FVC两个赛季的2007年夏天，FIRST宣布该项目将更名为FIRST科技挑战赛。

## 竞赛

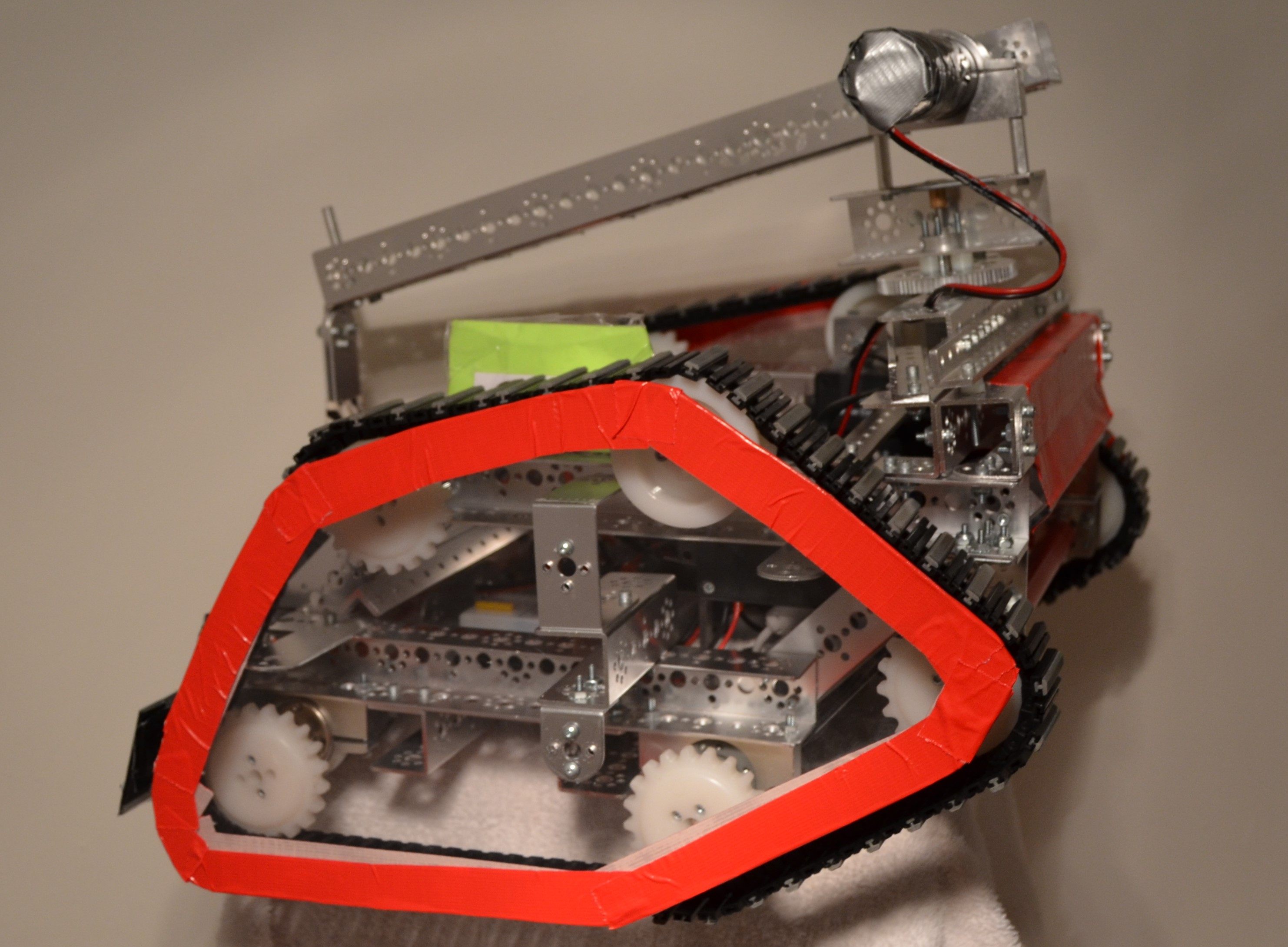
参加 2015-2016 年 FIRST Res-Q 挑战赛的 Tech Busters 8275 团队的机器人

每年都有不同的挑战，意味着每个赛季比赛都有新的面貌。然而，比赛始终是在一个12英尺的正方形橡胶材质拼图的场地上进行的。比赛由每两支队伍组成联盟，每场比赛有红蓝两个联盟。在比赛开始时，四个机器人都必须完全放在场地上。每场比赛的开始时刻，机器人的长、宽、高均不能超过18英尺，但在比赛开始后可以。每场比赛都有一个自动阶段让程序控制机器人。自动阶段时长取决于当年的规则，可以在20秒-45秒之间，大部分都是30秒。然后有2分钟的操作队员手动控制阶段。
无论是机器人的搭建还是编程，团队都被要求在“工程笔记本”里记录搭建过程和团队经历。这将帮助团队领略工程学的内涵，给他们提供一个机会去展示自己的经验的提升，也给锦标赛晋级提供了判断依据。

### 赛事历程
在每年的9月，FIRST会在赛季初向FTC队伍宣布下个赛季的挑战，不同于FIRST机器人竞赛的是, FTC没有完成机器人的期限，团队可以在整个赛季中不断完善机器人 。
资格赛和区域冠军赛会在10月到3月举行，全球冠军赛将在4月举行。

## 事件
官方举办的FTC赛事分为资格赛和锦标赛，在锦标赛中，团队来自三个区域性锦标赛（中国赛区），然后基于选拔结果参加全球总决赛争夺世界冠军晋级标准（页面存档备份，存于）。预选赛中的团队来自各个地区，获奖者将被邀请参加冠军赛并晋级。
团队从一个级别的比赛晋级到下一个的标准在当年的比赛手册第一部分中，2014-2015赛季的晋级标准在下方。
| 晋级顺序                                                                         |
| -------------------------------------------------------------------------------- |
| 1. 主办方团队 （可选择设立）                                                     |
| 2. 启迪奖团队                                                                    |
| 3. 冠军联盟队长团队                                                              |
| 4. 启迪奖第二获奖团队                                                            |
| 5. 冠军联盟第一选择团队                                                          |
| 6. 启迪奖第三获奖团队                                                            |
| 7. 思索奖团队                                                                    |
| 8. 亚军联盟队长团队                                                              |
| 9. 联络奖                                                                        |
| 10. 亚军联盟第一选择团队                                                         |
| 11. 洛克韦尔•柯林斯创新奖团队                                                    |
| 12. PTC设计奖团队                                                                |
| 13. 推动奖团队                                                                   |
| 14. 评委奖团队                                                                   |
| 15. 还未晋级的团队中锦标赛分数最高的并且没有在冠军赛中拒绝其他队伍组成联盟的邀请 |
| 16. 思索奖第二获奖团队                                                           |
| 17. 还未晋级的团队中锦标赛分数最高的并且没有在冠军赛中拒绝其他队伍组成联盟的邀请 |
| 18. 联络奖第二获奖团队                                                           |
| 19. 还未晋级的团队中锦标赛分数最高的并且没有在冠军赛中拒绝其他队伍组成联盟的邀请 |
| 20. 洛克韦尔•柯林斯创新奖第二获奖团队                                            |
| 21. 还未晋级的团队中锦标赛分数最高的并且没有在冠军赛中拒绝其他队伍组成联盟的邀请 |
| 22. PTC设计奖第二获奖团队                                                        |
| 23. 还未晋级的团队中锦标赛分数最高的并且没有在冠军赛中拒绝其他队伍组成联盟的邀请 |
| 24. 推动奖第二获奖团队                                                           |
| 25. 还未晋级的团队中锦标赛分数最高的并且没有在冠军赛中拒绝其他队伍组成联盟的邀请 |
| 26. 评委奖第二获奖团队                                                           |
| 27. 还未晋级的团队中锦标赛分数最高的并且没有在冠军赛中拒绝其他队伍组成联盟的邀请 |
| 28. 思索奖第三获奖团队                                                           |
| 29. 还未晋级的团队中锦标赛分数最高的并且没有在冠军赛中拒绝其他队伍组成联盟的邀请 |
| 30. 联络奖第三获奖团队                                                           |
| 31. 还未晋级的团队中锦标赛分数最高的并且没有在冠军赛中拒绝其他队伍组成联盟的邀请 |
| 32. 洛克韦尔•柯林斯创新奖第三获奖团队                                            |
| 33. 还未晋级的团队中锦标赛分数最高的并且没有在冠军赛中拒绝其他队伍组成联盟的邀请 |
| 34. PTC设计奖第三获奖团队                                                        |
| 35. 还未晋级的团队中锦标赛分数最高的并且没有在冠军赛中拒绝其他队伍组成联盟的邀请 |
| 36. 推动奖第三获奖团队                                                           |
| 37. 还未晋级的团队中锦标赛分数最高的并且没有在冠军赛中拒绝其他队伍组成联盟的邀请 |
| 38. 评委奖第三获奖团队                                                           |
| 39. 还未晋级的团队中锦标赛分数最高的并且没有在冠军赛中拒绝其他队伍组成联盟的邀请 |

## 奖项
以下奖项是现行的官方冠军赛和资格赛所采用的：
团队奖项
- 启迪奖
- 洛克韦尔柯林斯（Rockwell Collins）创新奖
- 激励奖
- 联络奖
- 思索奖灵感奖
- PTC设计奖
- 评委奖（可选择设立）

2012-2013赛季为“卡特彼勒卓越奖”，由遵义四中曙光队获得
- 推动奖（可选择设立）
- 联盟冠军
- 联盟亚军

个人奖项
- 指南针奖

## 竞赛主题
- 2024-2025: INTO THE DEEP
- 2023-2024: CENTERSTAGE
- 2022-2023: POWERPLAY
- 2021-2022: Freight Frenzy
- 2020-2021: Ultimate Goal
- 2019-2020: Sky Stone
- 2018-2019: Rover Ruckus
- 2017–2018: Relic Recovery
- 2016–2017: Velocity Vortex
- 2014–2015 - Cascade Effect（英语：连锁效应）
- 2013–2014 - Block Party!（英语：Block Party!）
- 2012–2013 - Ring It Up!（英语：Ring It Up!）
- 2011–2012 - Bowled Over!（英语：Bowled Over!）
- 2010–2011 - Get Over It!（英语：Get Over It!）
- 2009–2010 - Hot Shot!（英语：Hot Shot!）
- 2008–2009 - Face Off（英语：Face Off (FIRST)）
- 2007–2008 - Quad Quandary（英语：Quad Quandary）
- 2006–2007 - Hangin'-A-Round（英语：Hangin'-A-Round）
- 2005–2006 - Half-Pipe Hustle（英语：Half-Pipe Hustle）

## 图像

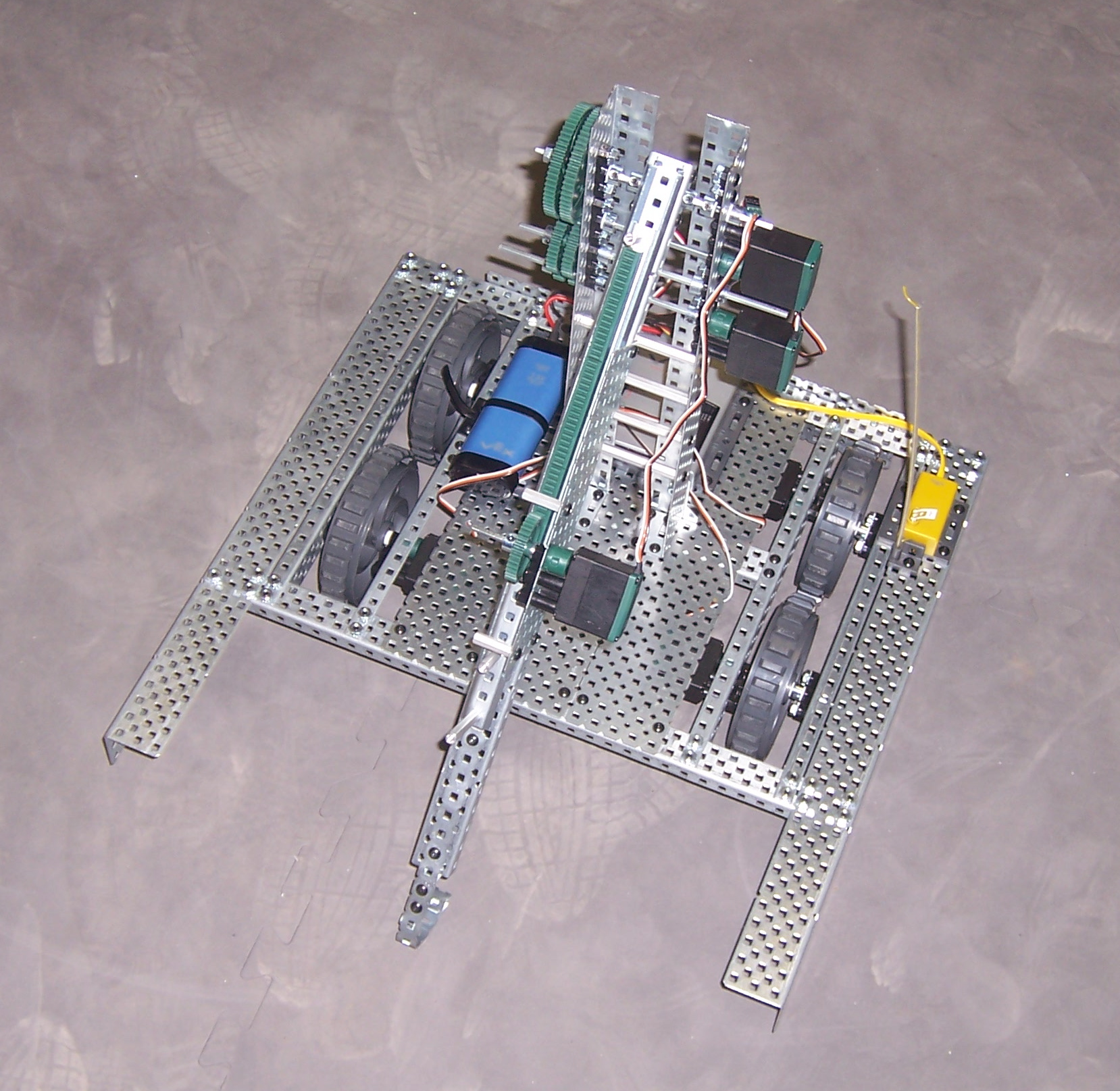
用VEX套件制作的机器人(2009年优先使用)
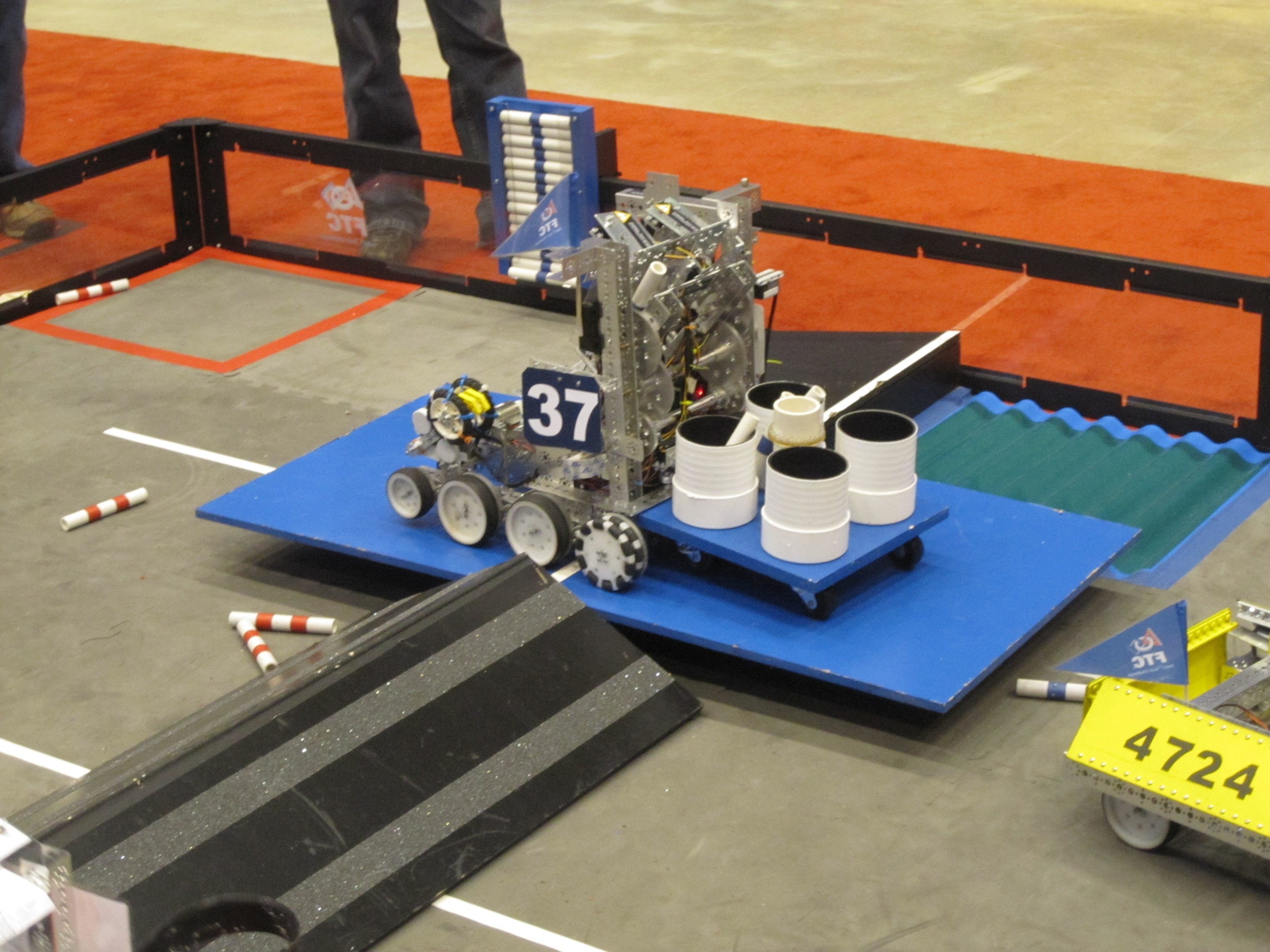
TETRIX套件制作的机器人(Team 37)